# Órgiva
Órgiva é um município da Espanha na província de Granada, comunidade autónoma da Andaluzia, de área 134 km² com população de 5508 habitantes (2007) e densidade populacional de 38,64 hab/km².

## Demografia
| Variação demográfica do município entre 1991 e 2004 | Variação demográfica do município entre 1991 e 2004 | Variação demográfica do município entre 1991 e 2004 | Variação demográfica do município entre 1991 e 2004 |
| --------------------------------------------------- | --------------------------------------------------- | --------------------------------------------------- | --------------------------------------------------- |
| 1991                                                | 1996                                                | 2001                                                | 2004                                                |
| 5100                                                | 5147                                                | 4873                                                | 5175                                                |